# Wieża Aleksandra
Wieża Aleksandra (czes. Alexandrova rozhledna) – kamienna wieża widokowa w Czechach, na grzbiecie Nad Střelčím (Kras Morawski), zlokalizowana nad miastem Adamov, 10 kilometrów na południe od Blanska (Morawy). Stoi na wysokości 496 m n.p.m.
Wieżę postawiono w 1887 i po oddaniu do użytku mierzyła 15 metrów (posiadała wówczas więźbę dachową). Z czasem więźbę zlikwidowano, zastępując ją płaskim dachem. W 2007 wieżę poddano renowacji, w wyniku czego wysokość wynosi obecnie 17 metrów.
Wejście możliwe jest po metalowych stopniach na balkonik okalający obiekt. Z wieży istnieje rozległy, dookolny widok, m.in. na miasto Adamov, na Masyw Czeskomorawski oraz południowe części Brna. Przy dobrej widoczności zobaczyć można szczyt Hády (424 m n.p.m.), Wzgórza Pawłowskie i Las Żdanicki. Okolicą zachwycał się Rudolf Těsnohlídek, autor bajki Liška Bystrouška, którą Leoš Janáček przekształcił potem w operę pod tytułem Przygody lisicy Bystrouszki (Příhody lišky Bystroušky). W pobliżu znajduje się jaskinia Býčí skála. Odległość do wieży z najbliższego parkingu wynosi około 150 metrów.